# Nordin Benallal
Nordin Benallal (* 1979) ist ein belgischer Schwerverbrecher marokkanischer Abstammung.

## Ereignisse
Benallal war 1998 wegen Raubes zu fünf Jahren Haft verurteilt worden. Im Juni 2000 entkam er erstmals aus dem Gewahrsam, wurde jedoch nach kurzer Verfolgungsjagd in Brüssel wieder verhaftet. Im Oktober 2000 entkam er während einer Verlegung aus einem Gefangenentransport, nachdem er tagelang eine Fußverletzung vorgetäuscht hatte. Nach etwa drei Wochen konnte er wieder gefasst werden.
Im Januar 2001 entkam er erneut aus einem Gefängnis. Diesmal hatte er während eines Besuchs in der Haftanstalt die Kleidung und die Plätze mit seinem Bruder getauscht und marschierte ungehindert aus dem Gebäude. Drei Wochen später erfolgte seine erneute Festnahme. Im Februar 2001 wurde er für drei weitere Raubüberfälle verurteilt.
Im Februar 2004 wurde er nach einer Reihe weiterer nachgewiesener Verbrechen zu elf Jahren Haft verurteilt, gefolgt von einer weiteren Verurteilung im Juni 2004. Im August 2004 durchschnitt er zwei Zäune, überkletterte die Gefängnismauer mithilfe eines Seiles und entkam so aus dem Gefängnis in Nivelles. Auf der rund zweiwöchigen Flucht schoss er in Molenbeek-Saint-Jean zwei Polizisten nieder und wurde nach seiner Verhaftung wegen versuchten Mordes zu zwölf Jahren Haft verurteilt.
Am 28. Oktober 2007 entkam er mithilfe eines Komplizen als erster Häftling aus dem Gefängnis in Ittre. Sein Komplize hatte einen Hubschrauber samt Pilot entführt und versuchte im Gefängnishof zu landen. Da mehrere Häftlinge auf das Fluggerät sprangen, stürzte der Hubschrauber aufgrund Überlastung ab. Dabei wurden mehrere Personen verletzt. Benallal und sein bewaffneter Komplize nahmen jedoch anschließend zwei Wärter als Geiseln und erzwangen so ihre Freilassung. Sie entkamen mit einem gestohlenen Fahrzeug, wurden jedoch innerhalb eines Tages nach einem Raubüberfall im niederländischen Den Haag verhaftet und im April 2008 wegen Raubes verurteilt. 2010 wurde Benallal nach Belgien ausgeliefert.
2016 wurde Nordin Benallal unter elektronischer Überwachung aus dem Gefängnis entlassen. Im Juli 2018 wurde Benallal wegen des Verdachts der Beteiligung an einer Geiselnahme erneut verhaftet.